# Li Fei
Li Fei (en chino: 李斐; Shanghái, 14 de enero de 1973) es una deportista china que compitió en remo. Ganó tres medallas en el Campeonato Mundial de Remo entre los años 1991 y 1994.

## Palmarés internacional
| Campeonato Mundial | Campeonato Mundial            | Campeonato Mundial | Campeonato Mundial        |
| Año                | Lugar                         | Medalla            | Prueba                    |
| ------------------ | ----------------------------- | ------------------ | ------------------------- |
| 1991               | Viena (Austria)               | Medalla de oro     | Cuatro sin timonel ligero |
| 1993               | Račice (República Checa)      | Medalla de plata   | Doble scull ligero        |
| 1994               | Indianápolis (Estados Unidos) | Medalla de bronce  | Cuatro sin timonel ligero |